# 1-Butyl-3-methylimidazoliumdicyanamid
1-Butyl-3-methylimidazoliumdicyanamid ist eine ionische Flüssigkeit (auch: ionic liquid oder Flüssigsalz), also ein Salz, dessen Schmelzpunkt unter 100 °C liegt.

## Darstellung
Die Darstellung von 1-Butyl-3-methylimidazoliumdicyanamid kann durch Reaktion 1-Butyl-3-methylimidazoliumchlorid mit Natriumdicyanamid erfolgen.

## Verwendung
1-Butyl-3-methylimidazoliumdicyanamid kann in der flüssig-flüssig-Extraktion von Toluol aus Hexan genutzt werden. Außerdem kann es in Membranen, in der Herstellung von Methanhydrat, sowie zum Lösen und Modifizieren von Biomasse verwendet werden.